# Вівіан Романс
Вівіа́н Рома́нс (фр. Viviane Romance, справжнє ім'я — Полі́н Рунаге́р Ортма́нс (фр. Pauline Ronacher Ortmanns); 4 липня 1912, Рубе, Нор, Франція — 25 вересня 1991, Ніцца, Приморські Альпи, Франція) — французька акторка кіно.

## Біографія
Народилась 4 липня 1912 року. У 13 років дебютувала танцюристкою в театрі Сари Бернар, потім виступала в Мулен Руж. У 1930 році Романс завоювала титул «Міс Париж» й одночасно опинилася в центрі скандалу — газетярі дізналися, що вона вагітна. Проте скандал тільки зробив їй рекламу.
З 1931 року Вівіан Романс знімалася в кіно. Неодноразово отримувала пропозиції знятися в Голлівуді, але постійно відмовлялася від них, бажаючи зніматися лише у французьких фільмах. В той же час вона знялася в кількох італійських фільмах. Активно знімалася до кінця 1950-х років, зігравши десятки ролей фатальних, пропащих жінок (із золотими серцями) та жінок-вамп. Після 1956 року знімалася рідко, а в 1974 році зовсім відмовилася від знімання в кіно.
Померла Вівіан Романс 25 вересня 1991 року в Ніцці у віці 79 років.

## Фільмографія (вибіркова)
| Рік       |    | Українська назва             | Оригінальна назва                | Роль                             |
| --------- | -- | ---------------------------- | -------------------------------- | -------------------------------- |
| 1931      | ф  | Сука                         | La chienne                       | не вказана в титрах              |
| 1933      | ф  | Дама від Максима             | La dame de chez Maxim's          |                                  |
| 1933      | ф  | Сибулет                      | Ciboulette                       | кокотка                          |
| 1933      | ф  | Яструб                       | L'épervier                       |                                  |
| 1934      | ф  | Ліліом                       | Liliom                           | продавчиня сигарет               |
| 1934      | ф  | Притулок маленького дракона  | L'auberge du Petit-Dragon        |                                  |
| 1935      | ф  | Чорні очі                    | Les yeux noirs                   | графиня                          |
| 1935      | ф  | Другий офіс                  | Deuxième bureau                  |                                  |
| 1935      | ф  | Рота                         | La bandera                       | дівчина в Барселоні              |
| 1935      | ф  | Принцеса                     | Там-там Princesse Tam-Tam        | подруга Люсі                     |
| 1935      | ф  | Повернення в рай             | Retour au paradis                | Сюзанна                          |
| 1936      | ф  | Золотий рот                  | Une gueule en or                 |                                  |
| 1936      | ф  | Славна компанія              | La belle équipe                  | Джина                            |
| 1936      | ф  | Відома людина                | L'homme à abattre                | Гільда                           |
| 1937      | ф  | Домовий                      | L'ange du foyer                  | Шукетт                           |
| 1937      | ф  | Мадемуазель лікар            | Mademoiselle Docteur             | Габі                             |
| 1937      | ф  | Клуб аристократів            | Le club des aristocrates         | Глоріана                         |
| 1937      | ф  | Вогняний поцілунок Неаполя   | Naples au baiser de feu          | Лоліта                           |
| 1937      | ф  | Пуританин                    | Le puritain                      | Моллі                            |
| 1938      | ф  | Дивний пан Віктор            | L'étrange Monsieur Victor        | Адрієнна Рубіно                  |
| 1938      | ф  | Гравець                      | Le joueur                        | Бланш дю Пласе                   |
| 1938      | ф  | Мальтійський будинок         | La maison du Maltais             | Сафія                            |
| 1938      | ф  | Жіноча в'язниця              | Prisons de femmes                | Режина                           |
| 1938      | ф  | Тенета шпигунства            | Gibraltar                        | Мерседес                         |
| 1939      | ф  | Анжеліка                     | Angélica                         | Анжеліка                         |
| 1939      | ф  | Білі рабині                  | L'esclave blanche                | Мірель                           |
| 1939      | ф  | Опівнічна традиція           | La tradition de minuit           | Клара Вері                       |
| 1941      | ф  | Сліпа Венера                 | Vénus aveugle                    | Кларисса                         |
| 1941      | ф  | Картакалья, королева циганів | Cartacalha, reine des gitans     | Картакалья                       |
| 1942      | ф  | Священний вогонь             | Feu sacré                        | Полетт Верньє                    |
| 1943      | ф  | Жінка в нічний час           | Une femme dans la nuit           | Деніз Лорен                      |
| 1944      | ф  | Кармен                       | Carmen                           | Кармен                           |
| 1945      | ф  | Скринька снів                | La boîte aux rêves               | Ніколь Пайон-Лорель              |
| 1945      | ф  | Дорога з в'язниці            | La route du bagne                | Манон                            |
| 1946      | ф  | Справа про намисто королеви  | L'affaire du collier de la reine | Жанна де ла Мотте                |
| 1946      | ф  | Паніка                       | Panique                          | Аліс                             |
| 1947      | ф  | Будинок на морі              | La maison sous la mer            | Флор                             |
| 1948      | ф  | Чоловіки є ворогами          | Gli uomini sono nemici           | Ірен Дюменіль                    |
| 1949      | ф  | Мая                          | Maya                             | Белла                            |
| 1951      | ф  | Пристрасть                   | Passion                          | Марі Шарбоні                     |
| 1952      | ф  | Серце Казбека                | Au coeur de la Casbah            | Марія Пілар                      |
| 1952      | ф  | Сім смертних гріхів          | Les sept péchés capitaux         | мадемуазель Блан (епізод «Хіть») |
| 1952      | ф  | Жінки-ангели                 | Les femmes sont des anges        | Едмі Котьє                       |
| 1953      | ф  | Іноземний легіон             | Legione straniera                | Шері                             |
| 1953      | ф  | Людина, звір і доброчесність | L'uomo, la bestia e la virtù     | Ассунта Перелла                  |
| 1954      | ф  | Стілець і диявол             | La chair et le diable            | Мілен Вальдес                    |
| 1954      | ф  | Небезпечний поворот          | Le tournant dangereux            | Люсьєн Куртуа                    |
| 1955      | ф  | Паща ангела                  | Gueule d'ange                    | Лоїна Готьє                      |
| 1955      | ф  | Справа отруйників            | L'affaire des poisons            | Катрін Дее                       |
| 1956      | ф  | Інспектор цікавиться музикою | L'inspecteur connaît la musique  | Мюріель Венсан                   |
| 1956      | ф  | Співчуття до вампірів        | Pitié pour les vamps             | Флора Девіс                      |
| 1957—1966 | с  | Камера досліджує час         | La caméra explore le temps       |                                  |
| 1961      | ф  | Пелюза                       | Pelusa                           |                                  |
| 1963      | ф  | Мелодія з підвалу            | Mélodie en sous-sol              | Жинетт                           |
| 1972      | тф | Дама з камеліями             | La dame aux camélias             | Пруденс                          |
| 1974      | ф  | Нада                         | Nada                             | мадам Габрієль                   |